# Cochlicella conoidea
Cochlicella conoidea is een slakkensoort uit de familie van de Geomitridae. De wetenschappelijke naam van de soort werd voor het eerst geldig gepubliceerd in 1801 door Draparnaud.

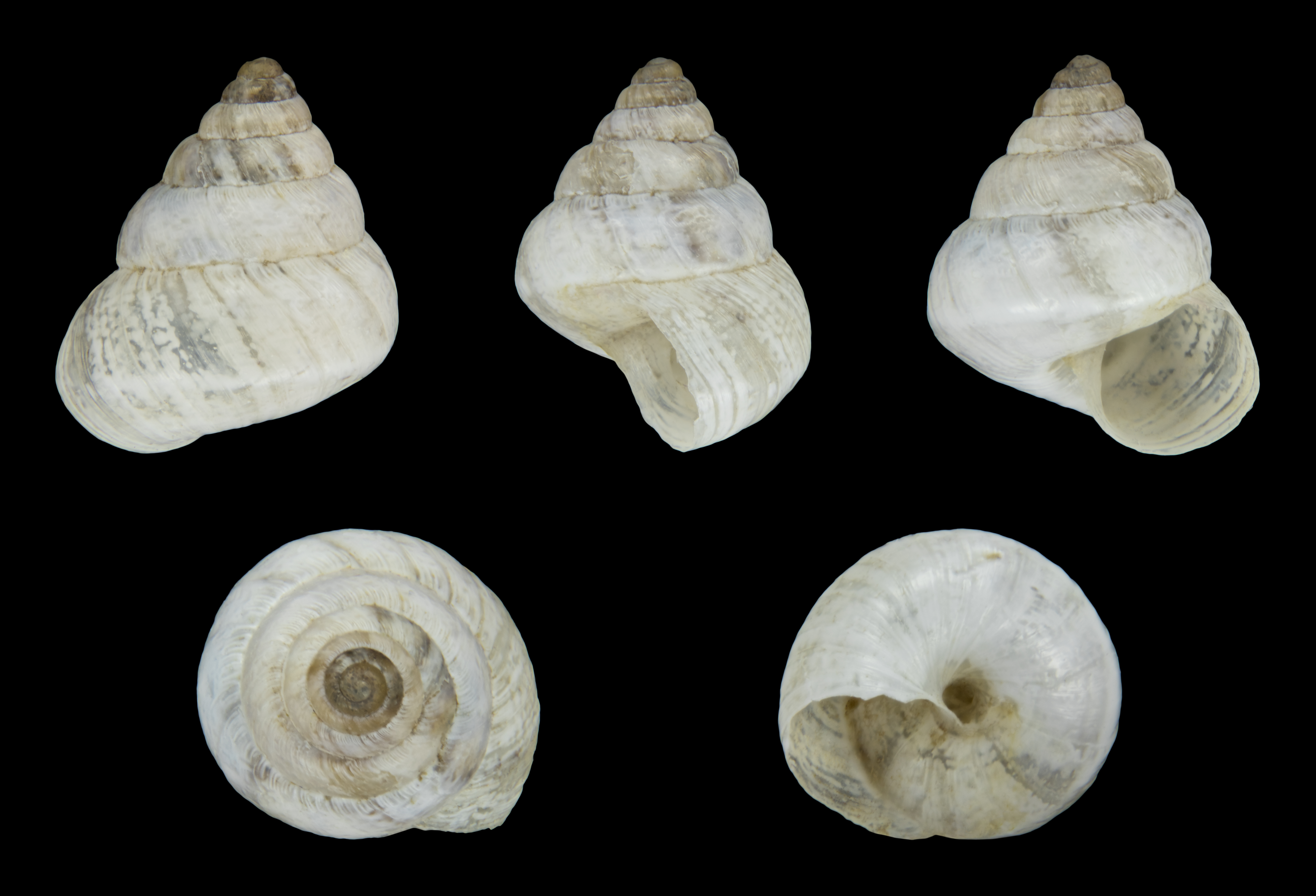
Witte vorm